# Ettore Romoli
Ettore Romoli, italijanski politik, * 9. april 1938, Firence, † 14. junij 2018, Videm, Italija.
Od 29. maja 2007 do 26. junij 2017 je bil župan Občine Gorica.